# Castanopsis selangorensis
Castanopsis selangorensis là một loài thực vật có hoa trong họ Fagaceae. Loài này được A.Camus mô tả khoa học đầu tiên năm 1947.